# Juszkó Béla
Juszkó Béla, született: Juszkó Béla Ernő (Tata-Tóváros, 1877. március 7. – Budapest/Bregenz, 1969.) magyar festő- és grafikusművész.

## Életpályája
Szülei Juszkó Pál érsekújvári gyógyszerész és Michl Róza. Édesanyja a szüleinél járt látogatóban Tata-Tóvároson, amikor a szülésre sor került, ugyanitt keresztelték fiukat 1877. március 15-én. 1893–1897 között a budapesti Mintarajziskolában tanult, ahol Balló Ede és Székely Bertalan oktatta. 1901-től kiállító művész volt. 1904–1905 között Dachauban tanult ösztöndíjjal; itt Hans Hayek tanította. 1914–1918 között hadifestőként dolgozott. 1945-ben elhagyta Magyarországot.

### Munkássága
Tanulmányúton járt Németországban, Olaszországban, Törökországban, Bulgáriában és Romániában. A magyar táj és állatvilág realista felfogású festője volt. A Hortobágyon és Bugacon valós szemléletű képeket készített.

## Köztéri munkái
- Miskolc-térkép (Miskolc, 1967) a Villanyrendőr egyik házfalán látható kép; 2000-ben eléépítették a Budapest Bank épületét, így elpusztult[7]

## Díjai
- Wolfner Gyula-díj (1922)
- Pállik Béla-díj (1927)
- Vaszary-díj (1936)
- Ipolyi-díj (1940)

## Emlékezete
- 1981-ben Pasteiner Gyula művészettörténésszel együtt kapott közös emléktáblát Tatán, az Ady Endre u. 10. számú lakóháza falán.[8]